# Xã Rush Lake, Quận Palo Alto, Iowa
Xã Rush Lake (tiếng Anh: Rush Lake Township) là một xã thuộc quận Palo Alto, tiểu bang Iowa, Hoa Kỳ. Năm 2010, dân số của xã này là 466 người.